# Massimo Luongo
Massimo Luongo, né le 25 septembre 1992 à Sydney, est un footballeur international australien qui évolue au poste de milieu de terrain au Millwall FC.

## Biographie

### En club
Le 28 mai 2015, il rejoint les Queens Park Rangers.
Le 8 août 2019, il rejoint Sheffield Wednesday.
Le 8 septembre 2022, il rejoint Middlesbrough.
Le 5 janvier 2023, il rejoint Ipswich Town.

### En sélection nationale
Luongo fait ses débuts en équipe nationale d'Australie le 5 mars 2014 contre l'Équateur.
En juin 2014, Luongo fait partie des 23 joueurs participant à la Coupe du monde au Brésil, mais il ne jouera aucun des trois matchs des Socceroos.
En janvier 2015, Massimo Luongo est sélectionné par l'entraîneur Ange Postecoglou pour participer à la Coupe d'Asie 2015. Les Australiens, qui jouent le tournoi à domicile, arrivent en finale face à la Corée du Sud. Massimo Luongo marque le premier but du match et les Australiens remportent la finale 2-1 en prolongations. À l'issue du tournoi, Massimo Luongo est élu meilleur joueur du tournoi.
Luongo joue deux des trois matchs de l'Australie à la Coupe des confédérations 2017, mais son équipe ne passe pas la phase de poules.
Lors des qualifications pour la Coupe du monde 2018, Luongo marque 3 buts en 16 matchs. Luongo joue le premier match de barrage face au Honduras (0-0) mais passe le match retour sur le banc, ce qui n'empêchera pas son équipe de se qualifier pour le Mondial en battant le Honduras 3-1.
En juin 2018, Massimo Luongo est sélectionné par Bert van Marwijk pour participer à la Coupe du monde 2018, où il ne joue aucun match.

## Palmarès

### En club
- Ipswich Town 
  - Football League One (D3)
    - Vice-champion en 2022-23

  - Championship (D2)
    - Vice-champion en 2023-24

### En sélection nationale
- Vainqueur de la Coupe d'Asie de football 2015.

## Distinctions personnelles
- Meilleur joueur de la Coupe d'Asie de football 2015 avec l'Australie.
- Co-Meilleur passeur de la Coupe d'Asie de football 2015 avec l'Australie.
- Figure dans l'équipe type de la Coupe d'Asie 2015.
- Membre de l'équipe type de D3 anglaise en 2015.